# Jaguaretama
Jaguaretama là một đô thị thuộc bang Ceará, Brasil. Đô thị này có diện tích 1759,722 km², dân số năm 2007 là 17982 người, mật độ 10,22 người/km².